# Cruralispennia
Cruralispennia is een geslacht van uitgestorven vogels uit het Vroeg-Krijt van het huidige China, behorend tot de Enantiornithes. De enige benoemde soort is Cruralispennia multidonta.

## Vondst en naamgeving
In 2017 werd de typesoort Cruralispennia multidonta benoemd en beschreven door Wang Min, Jingmai Kathleen O’Connor, Pan Yanhong en Zhou Zhonghe. De geslachtsnaam is afgeleid van het Latijn crus, 'onderbeen', en penna, 'penveer', en verwijst naar de penveren op het onderbeen. De soortaanduiding betekent 'veeltandig' en verwijst naar het hoge aantal tanden.
Het holotype IVPP 21711 is bij Fengning in de provincie Hebei gevonden in een laag van de Huajiyingformatie die dateert uit het late Hauterivien en ongeveer 130,7 miljoen jaar oud is. Het bestaat uit een vrijwel volledig skelet met schedel, platgedrukt op een enkele plaat. Uitgebreide resten van het verenkleed zijn bewaard gebleven. Het betreft een jongvolwassen exemplaar.

## Beschrijving

### Grootte en onderscheidende kenmerken
Cruralispennia was een vrij kleine vogel met een vleugelspanwijdte van ongeveer dertig centimeter.
De beschrijvers wisten enkele onderscheidende kenmerken vast te stellen. Er bevinden zich veertien tanden in het dentarium van de onderkaak. Het pygostyle, het vergroeide staartuiteinde, is verkort en ploegschaarvormig met een lengte die gelijk is aan 28 procent van de middenvoet. Het ravenbeksbeen is overdwars plat waarbij de rand die het borstbeen raakt maar een kwart bedraagt van de lengte van het element. Het borstbeen heeft een V-vormige achterrand met twee paar uitsteeksels van ongeveer gelijke lengte. De hand is korter dan het opperarmbeen. Het achterblad van het darmbeen is kort en sterk naar beneden gericht. Het bovenste uitsteeksel van de achterrand van het zitbeen bevindt zich in een relatief lage positie. Het schaambeen heeft geen 'voet'.

### Skelet

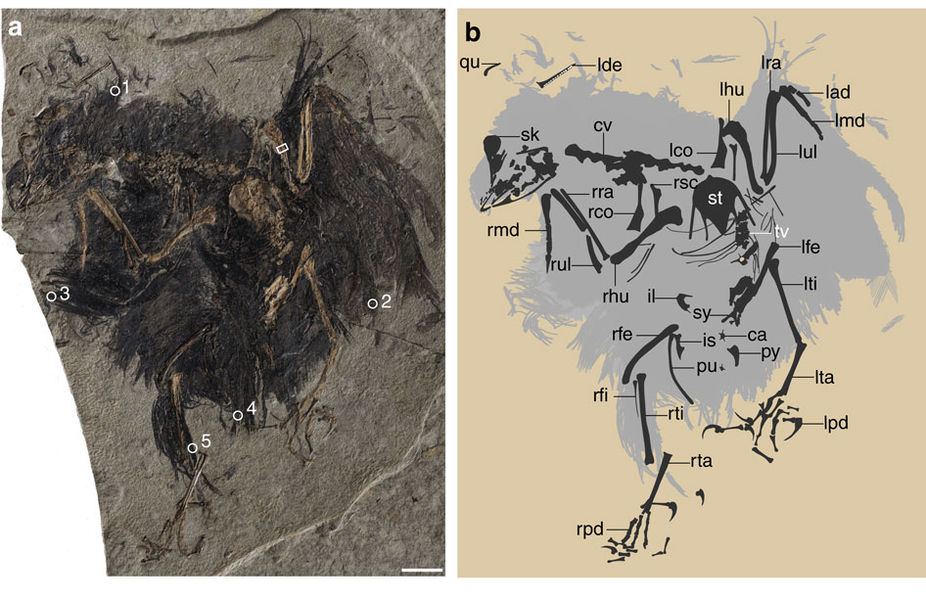
Het holotype, op de borst bezien, met diagram

De kop is kort. Het hoofdlichaam van de praemaxilla maakt een hoek van 43 graden met de tak naar het voorhoofdsbeen wat wijst op een uitzonderlijk stompe snuit. In de praemaxilla staan minstens twee tanden, vermoedelijk vier. In het bovenkaaksbeen staan minstens vier tanden: het totaal is onbekend. De opgaande tak van de maxilla is niet doorboord.
De onderkaken zijn vooraan niet vergroeid. In ieder onderkaak staan veertien tanden. Naar achteren raken die steeds verder overdwars afgeplat, wat uitzonderlijk is. Door beschadigingen is de tandvorm niet goed vaststelbaar. Dezelfde beschadigingen tonen een zeer grote pulpa in de tand.
De pygostyle lijkt op die van de Ornithuromorpha, met een brede voorkant en een stompe naar boven gekromde achterkant, wat dan een geval van convergente evolutie zou zijn. Typisch is dit element bij Enantiornithes relatief driemaal langer en geen enkele in 2017 bekende soort van die groep had een staartuiteinde dat hier op leek. Ook de normale insnoering van het uiteinde ontbreekt.
In de schoudergordel heeft het ravenbeksbeen een opvallend modern uiterlijk. Het is veel slanker dan bij alen andere Enantiornithes uit het Onder-Krijt. Het bovenste deel is staafvormig maar richting borstbeen verdikt de plaat overdwars tot het middenpunt bereikt wordt; daar weer onder blijft de dikte gelijk. Dit wijkt sterk af van de typische waaiervorm van de groep. De bovenkant van de onderzijde is echter niet sterk uitgehold door een trog wat weer een basaal kenmerk is. Het borstbeen heeft een punt aan de voorrand. De buitenste achterste uitsteeksels van het borstbeen staan schuin naar achteren gericht. Ze zijn aan hun uiteinden niet verbreed wat zeldzaam is. Dat de middelste uitsteeksels even lang zijn, lijkt weer op de toestand bij de Ornithuromorpha. Het zwaardvormig uitsteeksel in het midden is V-vormig, een basaal kenmerk, en tamelijk scherp, een hoek van 34 graden omschrijvend. Het steekt even ver uit als de buitenste uitsteeksels, wat zeldzaam is.
De arm is kort met 97 procent van de lengte van de achterpoot. Het opperarmbeen is robuust maar heeft slechts een smalle deltopectorale kam die maar een kwart van de schacht beslaat. De ellepijp is ook robuust maar langer. De hand is korter dan het opperarmbeen, een afgeleid kenmerk.
Het achterblad van het darmbeen is kort en naar beneden gebogen. Het onderbeen heeft 116% van de lengte van het dijbeen. Het kuitbeen is gereduceerd tot een splinter met de helft van de lengte van het scheenbeen. De middenvoet is alleen aan de bovenkant vergroeid maar is wel lang, met 85% van de lengte van het onderbeen. De klauwen zijn sterk gekromd met diepe "bloedgroeven".

### Verenkleed
Rond heel het skelet is een halo van veren zichtbaar. Ze ontbreken slechts op de snuit en voeten. De meeste maken een haarvormige indruk en dienden ter isolatie. De veren op de bovenkant van de nek zijn langer dan die van de onderzijde. Op het rechteronderbeen is een waaier van veertien veren zichtbaar. Twee daarvan liggen toevallig wat apart met een lengte van 12,8 en 15,1 millimeter. Ze hebben een bijzondere structuur. Ze zijn zeer smal, slechts een kwart millimeter breed, waarbij de zijden evenwijdig lopen. Zo ontstaat een lange draad. In die draad is geen schacht zichtbaar of baarden. De draad vormt een lange strook die pas over de laatste 10% begint te 'rafelen' in de zin dat er evenwijdige baarden ontstaan die in de lengterichting van de neer lopen. De structuur wordt door de beschrijvers geïnterpreteerd als een versmelting van de baarden tot één schacht die de volle breedte beslaat. De daad heeft een uniforme donkere kleur, zonder lichtere zijstroken zoals bij penveren de vanen vaak lichter zijn. Voor dit nieuwe type veer is de afkorting PWFDT bedacht ofwel Proximally Wire-like part with a short Filamentous Distal Tip. Opmerkelijk is dat tien van zulke veren ook uitsteken van de voorrand van de linkervleugel. Het type lijkt wat op de bandvormige startveren van Similicaudipteryx maar bij die soort loopt het uiteinde uit in echte vanen. De beschrijvers speculeren dat de structuur het gevolg is van een grotere genexpressie van het hoxgen BMP4 (Bone morphogenetic protein 4) over het gen Shh (Sonic hedgehog).
Bij meer basale vogels zijn de kuitveren penvormig, misschien om liftkracht te genereren. Moderne vogels hebben vaak slechts donsveren in deze positie. De beschrijvers opperden dat de PWFDT geëvolueerd was om een functie als pronkveer te combineren met een lage luchtweerstand.
De kleurende melanosomen van de veren werden onderzocht. Het ging om eumelenosomen die een donkere kleur opleveren. Op de kop, vleugels, staart en kuiten hadden ze steeds een andere vorm, variërend in grootte en langwerpigheid. Dat duidt erop dat de kuitveren ook een aparte tint hadden.
Bij de Ornithuromorpha hangt het ploegvormige pygostyle samen met de aanwezigheid van een dikke vlezige staart die een waaier van staartveren draagt. Bij Cruralispennia is de pygostyle ook kort maar de staartveren zijn niet penvormig maar slechts een toef haren. Dat toont dat het verband niet eenduidig is en dat uit de aanwezigheid van een kort pygostyle niet met zekerheid het bestaan van een staartwaaier kan worden afgeleid.

## Fylogenie
Cruralispennia is in 2017 in de Enantiornithes geplaatst, in een vrij afgeleide positie, boven Eoenantiornis in de stamboom als zustersoort van de Bohaiornithidae. Die afgeleide positie is opmerkelijk gezien de ouderdom van de soort.

## Levenswijze
Botonderzoek bij het opperarmbeen van het holotype toont geen groeilijnen. De botwand heeft echter zowel een ICL (inner circumferential layer) als een OCL (outer circumferential layer) welke combinatie meestal wordt gezien als een teken dat de groei gestopt is. Dit suggereert dat Cruralispennia haar maximale omvang binnen één jaar bereikte, net als bij moderne vogels. Hierin verschilt de soort van andere Enantiornithes die typisch enkele jaren doorgroeiden. Het bot is echter niet fibrolamellair en de groei was dus niet zo extreem snel als bij huidige vogels die vaak al na vijf weken volgroeid zijn. De OCL heeft geen rustlijnen wat weer een aanwijzing is dat het om een jongvolwassen dier gaat.